# Фанарджян, Виктор Варфоломеевич
Виктор Варфоломеевич Фанарджян (арм. Վիկտոր Բարդուղիմեոսի Ֆանարջյան; 30 марта 1929 года, Тифлис, ЗСФСР, СССР — 6 марта 2003 года, Ереван, Армения) — советский и армянский нейрофизиолог, член-корреспондент АН СССР (1984), член-корреспондент РАН (1991).

## Биография
Родился 30 марта 1929 года в Тифлисе (сейчас это — Тбилиси) в семье основателя рентгенологии и рентгенологической школы в Армении, академика АН АрмССР, члена-корреспондента АМН СССР В. А. Фанарджяна.
В 1951 году — окончил Ереванский медицинский институт.
В 1954 году — защитил кандидатскую, а в 1964 году — докторскую диссертации, степень доктора медицинских наук присвоена в 1965 году, а в 1966 году — учёное звание профессора.
В 1974 году — избран членом-корреспондентом, а в 1982 году — академиком АН АрмССР.
В 1984 году — был избран членом-корреспондентом АН СССР, в 1991 году — стал членом-корреспондентом РАН.
После окончания ВУЗа обучался в аспирантуре в отделе сравнительной физиологии Института экспериментальной медицины АМН СССР (Ленинград) под руководством академика Д. А. Бирюкова и при непосредственном научном общении с членом-корреспондентом АН СССР А. И. Карамяном.
В 1955 году вернулся в Ереван и работал в Институте физиологии имени Л. А. Орбели НАН Армении, где прошел путь от младшего научного сотрудника до заведующего лабораторией физиологии центральной нервной системы (с 1962 года) и до директора института (1974—1978, 1983—2003).
В период с 1978 по 1990 годы — вице-президент АН АрмССР (сейчас это — НАН Армении).
Был руководителем Всесоюзной программы «Мозг» АН СССР.
Умер 6 марта 2003 года в Ереване.

## Научная деятельность
Специалист в области физиологии нервной системы.
Автор фундаментальных исследований физиологии мозжечка и структур ствола мозга, нейронной организации механизмов регуляции двигательного акта.
Автор свыше 400 научных работ, 5 монографий, 4 учебников, 3 разделов в многотомном «Руководстве по физиологии».

## Награды
- Заслуженный деятель науки Грузинской ССР
- Международная I премия Хорезма (Иран)
- Медаль имени Ф. Шиллера Йенского университета (Германия)